# جيمي وانغ (صحفي)
جيمي وانغ (بالإنجليزية: Jimmy Wang)‏ هو صحفي أمريكي، ولد في 21 يناير 1980 في نيويورك في الولايات المتحدة.